# 普林斯頓 (阿拉巴馬州)
普林斯頓（英語：Princeton）是一個位於美國阿拉巴馬州傑克遜縣的非建制地區。該地的面積和人口皆未知。

## 地理
普林斯頓的座標為34°50′36″N 86°14′35″W / 34.84333°N 86.24305°W，而該地的平均海拔高度為197米（即645英尺）。